# Pedro Conde
Pedro Conde (Buenos Aires, Virreinato del Río de la Plata, 26 de marzo de 1785 - Sayán, Perú, 26 de mayo de 1821) fue un militar argentino con destacada actuación en la campaña de San Martín a Chile.

## Biografía
A los 13 años se enroló como cadete del regimiento de Blandengues de la Frontera, en el que sirvió en guarniciones en el límite de la zona ocupada por la población blanca, que pasaba a poco más de cien kilómetros de Buenos Aires.
Al producirse las Invasiones Inglesas, se unió a las fuerzas de los Húsares de Pueyrredón para la Reconquista. Se enroló después en el Regimiento de Patricios, con el que peleó en la Defensa en 1807, llegando al grado de capitán.
Apoyó la Revolución de Mayo, siguiendo a Cornelio Saavedra, y fue destinado al sitio de Montevideo desde principios de 1811. Permaneció en la guarnición que cercaba la ciudad enemiga hasta su rendición en 1814, y se destacó en la batalla de Cerrito. Después de la toma de la ciudad luchó contra los federales de José Artigas.
Regresó a fines de 1814 a Buenos Aires y fue nombrado jefe de uno de los tres batallones del regimiento 2, el que había sido llamado Batallón de Arribeños.
Se mostró como un activo opositor del gobierno de Carlos María de Alvear: ayudó a su caída y la festejó en público. El nuevo director supremo Ignacio Álvarez Thomas, lo consideró demasiado efusivo y lo separó del mando, quedó como comandante del regimiento el coronel Juan Bautista Bustos.
En 1816 fue enviado a Mendoza a unirse al Ejército de los Andes, a órdenes de Las Heras, con el grado de teniente coronel y jefe del Regimiento de Infantería 7. Participó en el cruce de los Andes y en las batallas de Chacabuco, Curapaligüe y Gavilán. Fue malherido en el desastroso asalto de Talcahuano por medio de un ataque frontal; la mayoría de sus hombres murieron en combate.
Tras una dolorosa recuperación, luchó en Cancha Rayada y Maipú, arriesgó su vida por las heridas mal curadas. Desplegó tanta actividad que nunca se terminó de restablecer: sus heridas sangraban.
Participó en la Expedición Libertadora del Perú, desembarcó con el grueso del ejército en Paracas, y fue asignado a las fuerzas de Juan Antonio Álvarez de Arenales para la campaña de la Sierra. No llegó a combatir, ya que sus viejas heridas se abrieron; Arenales lo dejó bajo cuidados de enfermo en un pueblo del interior peruano, de donde fue trasladado a Sayán, donde falleció en mayo de 1821.
Calles de ciudades como Buenos Aires, Rosario y Lima lo recuerdan. También lleva su nombre el Regimiento de Infantería Mecanizado 7, en Arana, cerca de La Plata.